# Paul Charpit
Paul Charpit de Villecourt a fost un matematician francez, cunoscut pentru contribuțiile sale din domeniul analizei matematice.
Nu se cunosc prea multe date biografice despre el.
Se știe că a murit relativ tânăr în 1784.
În lucrările sale a prezentat noi metode de integrare a ecuațiilor cu derivate parțiale de ordin superior și a arătat că metodele de integrare a ecuațiilor cu derivate parțiale (de ordin superior) neliniare pot fi aplicate și la integrarea ecuațiilor funcționale.
Charpit a dus până la capăt rezolvarea ecuațiilor neliniare de ordinul întâi cu două variabile independente, cu ajutorul metodei care îi poartă numele (metoda lui Lagrange și Charpit, 1784) și publicată în 1814.
A încercat să extindă metoda lui Lagrange la ecuații cu un număr mai mare de variabile.